# Москвінов Анатолій Олександрович
Анатолій Олександрович Москвінов (7 липня 1902, село Бабік, тепер Кубено-Озерського району Вологодської області, Російська Федерація — ?) — радянський партійний діяч, секретар ЦК КП(б) Литви, секретар Кримського обкому ВКП(б). Член Бюро ЦК КП(б) Литви в червні 1950 — червні 1953 року.

## Життєпис
Член ВКП(б).
У 1940—1941 роках — завідувач організаційно-інструкторського відділу Кримського обласного комітету ВКП(б).
З грудня 1941 року — партійний організатор (парторг) ЦК ВКП(б) на Керченському металургійному заводі імені Войкова. Учасник німецько-радянської війни.
У 1944 — 21 лютого 1946 року — секретар Кримського обласного комітету ВКП(б) із кадрів.
У 1948—1950 роках — завідувач адміністративного відділу ЦК КП(б) Литви.
11 червня 1950 — 1952 року — секретар ЦК КП(б) Литви.
У лютому 1952 — червні 1953 року — 2-й секретар Вільнюського обласного комітету КП Литви.
Подальша доля невідома.

## Звання
- батальйонний комісар

## Нагороди
- орден Леніна (20.07.1950)
- ордени
- медаль «За оборону Кавказу»
- медалі